# کوکر ماداگاسکاری
 کوکر ماداگاسکاری (نام علمی: Pterocles personatus) نام یک گونه از سرده کوکر است.